# Rubén Varón
Rubén Varón Fernández (* 25. April 1979 in Alcalá de Henares) ist ein spanischer Profiboxer.

## Karriere
Rubén Varón boxte als Amateur unter anderem bei internationalen Turnieren in England, Polen, Rumänien und der Ukraine. Im März 2000 startete er seine Profikarriere und wurde Spanischer Meister, Lateinamerikanischer Meister der WBO und WBC, sowie EU-Meister der EBU im Halbmittelgewicht. In einer Titelverteidigung besiegte er auch den Tschechen Lukáš Konečný.
Am 20. Dezember 2003 boxte er in Kiel um den WBO-Weltmeistertitel im Mittelgewicht gegen Felix Sturm, verlor jedoch über zwölf Runden nach Punkten. Im März 2009 verlor er gegen Sebastian Zbik sowie im Dezember 2010 beim Kampf um den EM-Titel der EBU gegen Matthew Macklin. Ein weiterer EM-Kampf war für den 12. März 2016 gegen Cédric Vitu geplant. Diesen verlor der Spanier jedoch in der vierten Runde.